# Ut models
UT models – przedsiębiorstwo, które produkowało modele samochodów w skali 1/18 (głównie auta z lat 80. i 90.). Modele te były dobrej oraz wysokiej jakości i kosztowały trochę więcej niż konkurenci w tej samej skali. UT zostało wyeliminowane z biznesu przez firmę AUTOart. Sławne modele UT to Porsche 993 jak również McLaren F1. Najrzadsze i trudne do zdobycia są:
- uliczna wersja Porsche 993 GT2R w kolorze białym
- srebrne i ciemnoniebieskie wersje McLaren F1 LM

Firma ta robiła modele jakich inne firmy nie produkowały np. Opel Calibra, Mercedes-Benz klasy C, BMW E36 Sedan itp. Auta te są mile widziane przez kolekcjonerów dlatego osiągają znaczne ceny.